# Terstský zemský sněm
Terstský zemský sněm (německy Landtag der Stadt Triest) byl volený zákonodárný sbor v korunní zemi a městě Terst v Rakouském císařství, od roku 1867 v Rakousku-Uhersku, existující do roku 1918. Byl jedním ze zemských sněmů Předlitavska. Na rozdíl od většiny z nich ale vykonával působnost jen na nevelkém území města Terst a jeho okolí a působil zároveň jako městský samosprávný orgán. Z hlediska správního byl součástí provincie Rakouské přímoří (v níž se kromě Terstu nalézaly i další dvě korunní země: Okněžněné hrabství Gorice a Gradiška a Markrabství Istrie).

## Počátky městské samosprávy Terstu
Terst se stal ve 14. století svobodným městem. Kvůli nutnosti ochrany před expanzí Benátské republiky se ale připojil k habsburskému soustátí. V privilegiu z roku 1550 poskytl Ferdinand I. Habsburský samosprávu. Nejvyšší představitel města Capitano se stal zástupcem panovníka na území Terstu. Role městské samosprávy ale později upadala a v roce 1783 byl úřad Capitana zcela zrušen císařen Josefem II. Pokusy o její oživení v letech 1808–1809 nebyly úspěšné. V roce 1838 ustavil císař Ferdinand I. Dobrotivý na radu kancléře Metternicha v Terstu čtyřicetičlenné Gremium (neoficiálně nazývané Consiglio ferdinandiano). Mělo ale jen poradní funkci. Jeho členy jmenoval císařský guvernér na základě návrhu magistrátu. Tři čtvrtiny členů tvořili pozemkoví vlastníci a obchodníci, zbylou čtvrtinu držitelé akademických titulů.

## Revoluce roku 1848
Revoluce roku 1848 vedla v Terstu k oživení snah po autonomii. Počátkem roku 1848 byla ustavena provizorní obecní komise (Commissione municipale), jež nahradila zrušené Consiglio. Místní politici vystupovali loajálně vůči monarchii a získali si sympatie císaře. V létě roku 1848 komise navrhla zemskou a městskou ústavu. Vídeňské ministerstvo vnitra pak pověřilo provizorní obecní komisi rozpracováním návrhu.

## Obecní zřízení roku 1850
12. listopadu 1849 zvolila provizorní obecní komise provizorní městskou radu, která vyhotovila návrh zemského statutu. Ten byl vídeňskou vládou schválen a 12. dubna 1850 vydal císař František Josef I. patent, kterým vstoupila v Terstu v platnost obecní samospráva (Statuto municipale).
Ještě předtím se ale vedly diskuze, zda by Terst neměl být začleněn do jednotné země spolu Okněžněným hrabstvím Gorice a Gradiška a Markrabstvím Istrií. V takovém případě by sice Terst byl největším městem tohoto útvaru, ale nedisponoval by nadpoloviční většinou, čímž by jeho zastoupení bylo jen menšinové. Terst proto trval na tom, aby zůstal samostatnou korunní zemí. Paragraf 31 v Statuto municipale konstatoval, že městská rada v Terstu má mít charakter zemského sněmu. Tak zemské sněmy vymezovaly paragrafy 33 a 36 Březnová ústava.
Městská rada sestávala z 54 členů, z nichž 48 zastupovalo vlastní Terst a 6 jeho okolí. Volilo se ve čtyřech kuriích. Volební právo měli jen muži a jen ti obyvatelé Terstu, kteří zde pobývali nejméně pět let, vlastnili zde nemovitý majetek nebo patřili do některé z profesních skupin s automatickým volebním právem (majitelé lodí, akademici, obchodníci apod.). Volební právo v prvních třech kurích omezoval volební cenzus, čtvrtá kurie zahrnovala všechny zbylé oprávněné voliče. Od konce srpna do poloviny září 1850 proběhly podle těchto parametrů první volby. Zvoleno bylo 15 velkoobchodníků, 6 právníků, 5 kupců, 5 úředníků, 4 lékaři, 3 učitelé a po dvou bankéřích, důstojnících, makléřích a prokuristech. Zasedal zde jeden duchovní. Městská rada byla loajální k monarchii, podle policejních výkazů patřilo jen šest jejích členů ke stoupencům italského sjednocení.
Městská rada (zemský sněm) se poprvé sešla 22. září 1850. Do konce roku 1851 pak proběhlo několik doplňovacích voleb na jednotlivé posty v radě.

## Omezení samosprávy (Consiglio decennale) 1852–1861
Silvestrovské patenty vydané císařem koncem roku 1852 omezovaly ústavní svobody v monarchii. S jejich vydáním skončila také funkce terstské městské rady coby zemského sněmu. Nadále mělo jít jen o městskou reprezentaci, zatímco Terst se stal součástí nově utvořené korunní země Rakouské přímoří stejně jako Gorice a Gradiška a Istrie. Městská rada byla obměňována bez voleb, jen jmenováním od ministerstva vnitra.
Po dobu deseti let se v Terstu nekonaly žádné volby a městská rada z této doby se neoficiálně nazývala Consiglio decennale.

## Obnova Terstu jako korunní země

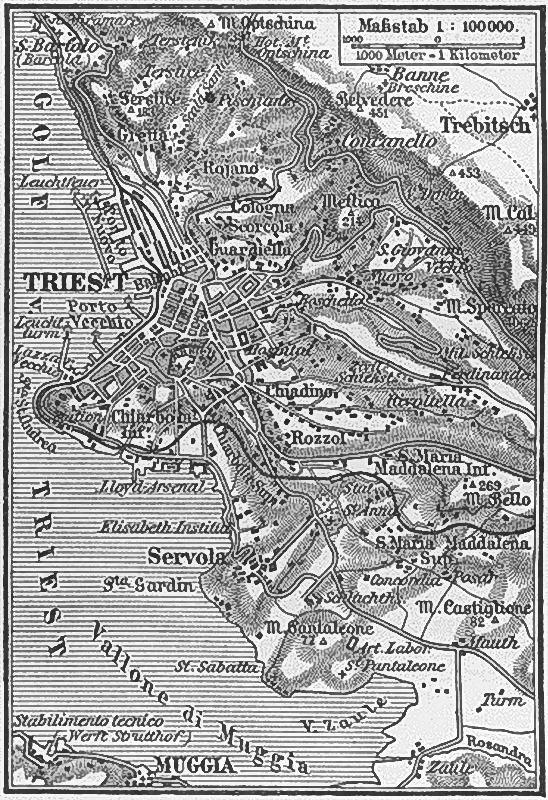
Mapa Terstu a okolí z konce 19. století

Terský zemský sněm vznikl opětovně v roce 1861 společně s dalšími zemskými sněmy v monarchii v rámci přechodu na ústavní formy vlády a zemské samosprávy tak, jak ho nastavila únorová ústava, jíž vydal císař František Josef I. Terst coby znovuvytvořená separátní korunní země měl na centrální vídeňský parlament (Říšská rada) posílat dva poslance (později kvóta zvýšena na pět). Starosta Terstu (titul podestá) byl zároveň předsedou zemského sněmu (zemský hejtman) a jmenoval ho císař. Z hlediska správního (státní správa) ovšem Terst nadále fungoval jako podčást provincie Rakouské přímoří (společný místodržící).
Podle nařízení z 26. listopadu 1860 byly vypsány nové volby, které se konaly od 14. února do 10. března 1861. 18. března 1861 se pak konalo ustavující zasedání. Podle policejních záznamů bylo na nově zvoleném terstském sněmu zvoleno 12 radikálních liberálů, 29 umírněných liberálů a 13 konzervativců. Stejně jako v mnoha jiných korunních zemích se i v Terstu brzy po obnovení ústavního života objevily jazykové spory. Zemský zákonný návrh na to, aby se úředními jazyky stala italština a slovinština, nebyl císařem schválen. Kromě německojazyčného státního gymnázia vzniklo v Terstu i soukromé gymnázium s italským vyučovacím jazykem. Jednacím jazykem zemského sněmu byla italština. Říšská sbírka zákonů byla v Terstu byla publikována kromě němčiny i v italštině a slovinštině, zemská sbírka zákonů vycházela v italštině a němčině.
V posledních dekádách existence Rakouska-Uherska se na sněmu vyostřovala národnostní rivalita. Převážná většina poslanců byla orientována proitalsky a liberálně (formace Associazione Patria) a zastávala iredentistické postoje. Slovinci, kteří měli demografickou převahu v okolí vlastního města, byli na sněmu trvale v menšině.

## Reformy volebního práva roku 1896 a 1908
V roce 1896 byla na Terstském zemském sněmu zřízena pátá kurie (podobně jako v téže době na celostátní úrovni, na Říšské radě), v níž se volilo podle všeobecného volebního práva.
Další reformu volebního systému schválil zemský sněm 26. srpna 1908. Sněm měl podle ní mít nově 80 poslanců volených ve třech kuriích s volebním cenzem a v čtvrté podle všeobecného práva (ovšem jen pro muže). Každá kurie měla mít 16 poslanců. Kromě toho mělo být voleno 12 poslanců za okolí Terstu a čtyři poslanci za obchodní komory. Volební období se prodloužilo ze tří na čtyři roky. Volební právo se díky reformě rozšířilo na 50 % populace. Stále ještě nešlo o tak razantní reformu, jaká byla provedena na celostátní úrovni, kde bylo zavedeno všeobecné a rovné volební právo, podle kterého se poprvé volilo ve volbách do Říšské rady roku 1907 a podle kterého obyvatelé Terstu zvolili pět poslanců na Říšskou radu.
Revize volebního systému byla poprvé uvedena do praxe při zemských volbách v Terstu v roce 1909. Podíl stranických bloků byl následovný: 54 poslanců získali italští národní liberálové, 12 poslanců Slovinci a 10 poslaneckých křesel italští socialisté. Kromě toho byli zvoleni čtyři poslanci bez jasné stranické příslušnosti za kurii obchodních komor. Ve srovnání s výsledky voleb na Říšskou radu šlo ovšem o propad socialistických stran (ještě ve volbách na Říšskou radu byli v roce 1907 za Terst zvoleni z pěti poslanců čtyři socialisté) a italští národní liberálové z Terstu uspěli i ve volbách na Říšskou radu roku 1911.

## Zánik zemského sněmu
Patrně poslední zasedání zemského sněmu v Terstu se konalo roku 1913 (projednány změny v zemském zákoně o myslivosti a předloha o podpoře malých bytů), v následujících letech již v zákoníku pro Rakouské přímoří žádné terstské zákony nevyšly (data z roku 1915 nejsou ovšem ještě elektronicky zpracována).
Na konci první světové války byl Terst 3. listopadu 1918 obsazen Itálií a funkce zemského sněmu skončila. V meziválečné Itálii coby unitárním státu žádné zemské sněmy neexistovaly. Od roku 1963 je nicméně Terst hlavním městem autonomního regionu Furlansko-Julské Benátsko a Terst s okolím tvoří jednu ze čtyř jeho provincií.

## Historická analogie
Pozice Terstského sněmu jako zákonodárného tělesa spojujícího funkci městské i zemské samosprávy je podobná jako pozice rakouského hlavního města Vídeň, které od 20. let 20. století tvoří samostatnou spolkovou zemi Rakouska a v jeho čele stojí Vídeňská obecní rada, která má rovněž paralelní statut zemského sněmu.